# Stegana masanoritodai
Stegana masanoritodai är en tvåvingeart som beskrevs av Toyohi Okada och Vasily S. Sidorenko 1992. Stegana masanoritodai ingår i släktet Stegana och familjen daggflugor. Inga underarter finns listade i Catalogue of Life.